# Памятные монеты Беларуси
Памятные монеты Республики Беларусь — памятные монеты, выпускаемые Национальным банком Республики Беларусь. Металлические денежные знаки являются одной из важных составляющих полноценной системы денежного обращения, а также символом государственности. Целью выпуска памятных монет является пропаганда белорусской государственности, культурного и исторического наследия белорусского народа, его достижений, а также отображение важнейших событий в жизни страны.
В рамках своей эмиссионной деятельности Национальный банк выпускает в обращение памятные монеты из драгоценных и недрагоценных металлов, которые распространяются как внутри страны, так и за границей. Первые монеты Республики были выпущены 27 декабря 1996 года.
Выпуск монет осуществляется по четырём основным направлениям:
- Беларусь и мировое сообщество;
- история и культура Беларуси;
- спорт;
- защита окружающей среды.

В рамках направлений выпуск монет осуществляется сериями и автономными выпусками. Дизайн большинства монет дублирован в различных металлах, что позволяет удовлетворять спрос на памятные монеты людей с различным уровнем дохода.
Поскольку у Беларуси нет собственного монетного двора, памятные монеты Национального банка чеканятся на монетных дворах Польши, России, Казахстана, Литвы и Великобритании.
Большая часть тиража монет, выпускаемых в рамках международных программ совместно с Монетным двором Польши, распродаётся в Польше и России. Партнёры Национального банка — дистрибьюторские организации Münzhandelsgesellschaft mbH Deutsche Muünze (MDM) и World Coin International (WCI) — занимаются реализацией белорусских монет в Австрии, Дании, Эстонии, Финляндии, Германии, Голландии, Норвегии, Швеции и Великобритании.

## Технические характеристики
Номинал выпускаемых монет зависит от содержания в них ценных металлов. Специалистами Национального банка была разработана монетная стопа с привязкой к тройской унции.
При изготовлении монет широко используются нестандартные технологии, такие как оксидирование, вставки из драгоценных и искусственных камней, эмали, тампопечать, микрошрифты, припрессовка золотой фольги и голограмма.

## Дизайн
Большинство эскизов выпускаемых монет было разработано белорусскими дизайнерами — работниками Национального банка. В разработке серий «Праздники и обряды белорусов» и «Семейные традиции славян» принимали участие сотрудники Института искусствоведения, этнографии и фольклора Национальной академии наук Беларуси, серии «Заказники Беларуси» — сотрудники Института зоологии, серии «Укрепление и оборона государства» — Института истории.

## Монетные дворы
В Беларуси свой монетный двор отсутствует, в связи с этим Национальный банк вынужден размещать свои заказы в других государствах. Со времени выпуска первой монеты по начало 2011 года памятные монеты Беларуси чеканились на 13 монетных дворах, расположенных в 10 европейских государствах. Наиболее активно Национальный банк сотрудничает с монетными дворами Польши, Литвы, Германии и Казахстана. В нижеприведённой таблице показаны монетные дворы и количество наименований белорусских монет, отчеканенных каждым из них, а также годы чеканки. Таблица выполнена на основе «Поиска по банкнотам, памятным банкнотам и памятным монетам Национального банка Республики Беларусь» на сайте Национального банка по состоянию на начало февраля 2011 года.
| Монетный двор                                                                      | Город            | Страна         |                     | Период    | Кол-во |
| ---------------------------------------------------------------------------------- | ---------------- | -------------- | ------------------- | --------- | ------ |
| АО «Монетный двор Польши». Архивировано 18 декабря 2021 года.                      | Варшава          | Польша         | Флаг Польши         | 1996-2011 | 69     |
| ЗАО «Литовский монетный двор». Архивировано 4 марта 2011 года.                     | Вильнюс          | Литва          | Флаг Литвы          | 2001-2010 | 41     |
| ООО «Б. Х. Майерс Кунстпрегенштальт». Архивировано из оригинала 14 июля 2011 года. | Карлсфельд       | Германия       | Флаг Германии       | 2004-2010 | 25     |
| РГП «Казахстанский монетный двор НБ РК». Архивировано 8 января 2011 года.          | Усть-Каменогорск | Казахстан      | Флаг Казахстана     | 2003-2010 | 23     |
| «Московский монетный двор Гознака». Архивировано 3 января 2015 года.               | Москва           | Россия         | Флаг России         | 1997-2007 | 13     |
| ООО «Монетный двор Финляндии». Архивировано 10 февраля 2011 года.                  | Хельсинки        | Финляндия      | Флаг Финляндии      | 2010      | 8      |
| «Монетный двор „Валкамби“». Архивировано из оригинала 10 декабря 2010 года.        | Балерна          | Швейцария      | Флаг Швейцарии      | 2000-2006 | 6      |
| Королевский монетный двор Нидерландов. Архивировано 2 февраля 2011 года.           | Утрехт           | Нидерланды     | Флаг Нидерландов    | 2007-2008 | 4      |
| «Болгарский монетный двор». Архивировано 23 января 2011 года.                      | София            | Болгария       | Флаг Болгарии       | 2003      | 1      |
| «Гамбургский государственный монетный двор». Архивировано 29 июня 2011 года.       | Гамбург          | Германия       | Флаг Германии       | 2002      | 1      |
| Королевский Монетный двор «Ройял Минт». Архивировано 9 сентября 2017 года.         | Лондон           | Великобритания | Флаг Великобритании | 1996      | 1      |
| ФГУП «Гознак». Архивировано из оригинала 6 февраля 2011 года.                      | Санкт-Петербург  | Россия         | Флаг России         | 2010      | 1      |
| Штаатлихе Мюнце. Архивировано 11 января 2011 года.                                 | Берлин           | Германия       | Флаг Германии       | 2005      | 1      |

## Монеты
Первоначально Национальный Банк Республики Беларусь осуществлял выпуск монет в рамках международной монетной программы, одновременно принимая усилия для активизации внутреннего рынка памятных монет. Начиная с 2002 года, который в этом смысле является переломным, продажи белорусских монет ежегодно увеличивались практически вдвое. Повышение спроса позволило расширить количество наименований выпускаемых монет. Так, если в среднем до 2004 года в год выпускалось 3-7 наименований, то в 2004 — 12, 2005 — 18, 2006 — 20, 2007 — 15, 2008 — 20, 2009 — 26, а в 2010 — 33. На 2011 год запланирован выпуск 36 наименований монет.

## Награды и премии
Памятные монеты Национального банка впервые были представлены широкой мировой общественности на Всемирной ярмарке денег в Базеле в 2002 году. Получив положительные отзывы, Национальный банк принял решение расширить международное сотрудничество и участие в нумизматических выставках. Национальный банк был приглашён к участию в международных монетных программах.
На международный конкурс белорусские монеты были впервые выставлены в 2005 году. На конкурсе СОТY (Coin of the Year — «Монета года»), организованном американскими агентством новостей «Уорлд Коин Ньюз» и издательским домом «Краузе Пабликейшнс», высший титул «Монета года 2005», присуждаемый за первое место среди победителей в десяти номинациях, завоевала серебряная памятная монета «Белорусский балет», победившая также в номинации «Монета с лучшим художественным решением». В номинации «Королевская монета» (монета диаметром не менее 33 мм) победила серебряная памятная монета «Национальный парк „Нарочанский“. Лебедь-шипун». Всего в конкурсе принимало участие 73 монеты от 37 стран. В последующие годы успехи Национального банка на этом конкурсе были скромнее: в 2007 году в номинации «Монета с лучшим художественным решением» победила монета «Пасха»; в 2009 году в номинации «Королевская монета» — серебряная «Масленица», в номинации «Самая вдохновляющая монета» (монета с самым глубоким содержанием) — «Крест Евфросинии Полоцкой».
Металлические деньги Республики Беларусь приняли участие и на первом конкурсе «Монетное созвездие», состоявшимся в 2007 году и первоначально имевшем статус конкурса стран СНГ и Балтии. «Монетное созвездие», организованное по инициативе издательского дома «Уотер Марк», является единственным профессиональным конкурсов памятных монет, проводимым на территории России. На первом конкурсе, в котором принимали участие 47 памятных и юбилейных монет, в номинации «Золотая монета года» победу с украинской номинанткой разделила монета Национального банка «Сокол-сапсан». Уже в следующем году в конкурсе принимало участие 80 монет, а количество стран-участниц возросло за счёт европейских государств. Победителями стали две белорусские монеты — «Легенда об аисте» в номинации «Серебряная монета года» и «Крест Евфросинии Полоцкой» в номинации «Монета года». Кроме того, по результатам интернет-голосования, в котором приняли участие 1 439 человек, приз зрительских симпатий получила монета «Крест Евфросинии Полоцкой». Ещё три монеты были удостоены второго места: «Масленица» в номинации «Удачное художественное решение», «Белорусский балет — 2007» в номинации «Золотая монета года» (второе место разделено с представителями от Финляндии и Украины) и «Крест Евфросинии Полоцкой» в номинации «Оригинальная технология» (приз вручен Московскому монетному двору, чеканившему эту монету). В 2009 году Национальным банком на конкурс было представлено 15 золотых и серебряных памятных монет, выпущенных в обращение в 2008 году. Всего в конкурсе участвовало 176 монет из 21 страны. По его итогам белорусские монеты завоевали три награды: приз зрительских симпатий по результатам интернет-голосования достался монете «Святитель Николай Чудотворец», второе место в номинации «Монета года» заняла монета «Легенда о кукушке», третье место в номинации «Серебряная монета года» взяла монета «Новоселье». В 2010 году белорусские монеты не удостоились наград, но серия монет «Знаки зодиака» стала обладателем Специального приза оргкомитета. Всего в конкурсе принимало участие 209 монет от 24 стран.
В 2009 году Национальный банк впервые принял участие в международном конкурсе во время денежной ярмарки в итальянском городе Виченца, проводимом Нумизматическим филателистическим объединением в четвёртый раз. На конкурсе было представлено 39 монет от 16 стран. «За впечатляющую комбинацию характерных элементов восточных сказок на реверсе и романтическую выразительность на аверсе монеты» памятная монета «Тысяча и одна ночь» была удостоена второго места Международной премии в области нумизматики. В 2009 году в Виченце второе место Международной премии Андреа Палладио было присуждено памятной монете «Новоселье» с аргументацией «за гармоничное сочетание элементов, символизирующих домашний уют и традиционное домостроение», в конкурсе участвовала 31 монета из 12 стран. В 2010 году на конкурсе принимало участие 32 монеты из 11 стран. Первое место в номинации «Международная премия Виченца Нумизматика» заняла монета «Крещение» (за «поэтическое представление рождения и обряда крещения согласно традиции славянской семьи, а также высокохудожественную техническую проработку, отразившую христианский дух рождения»).